# 俵山村
俵山村（たわらやまそん）は、山口県大津郡にあった村。現在の長門市俵山にあたる。

## 地理
- 山岳 ： 三ツ頭、捻松山、能満寺山、秋葉山、一位ヶ岳

## 歴史
- 1889年（明治22年）4月1日 - 町村制の施行により、近世以来の俵山村が単独で自治体を形成。
- 1954年（昭和29年）3月31日 - 通村・仙崎町・深川町と合併して長門市が発足。同日俵山村廃止。

## 名所・旧跡・観光スポット・祭事・催事
- 俵山温泉